# ستيفن هامبسون
ستيفن هامبسون (14 يونيو 1968 - ) (بالإنجليزية: Stephen Hampson)‏ هو لاعب كريكت بريطاني.